# Terceira Batalha do Isonzo
A Terceira Batalha do Isonzo foi uma luta travada entre o Reino de Itália e o Império Austro-Húngaro, no contexto do fronte italiano na Primeira Guerra Mundial, entre 18 de outubro e 3 de novembro de 1915.

## A batalha
Após dois meses e meio de pausa para se recuperar das sangrentas primeira e segunda ofensivas no Isonzo, o comandante italiano, Luigi Cadorna, planejou usar de artilharia pesada para quebrar as linhas austro-húngaras. Ele trouxe 1 200 canhões para cobrir o ataque. Cadorna pretendia tomar as cidades de Tolmin e Bovec, e, se possível, avançar até Gorizia. Os italianos espalharam suas forças por todo o rio Isonzo, o que se provou um grande erro tático.
Os italianos começaram sua ofensiva em 18 de outubro, bombardeando as posições austro-húngaras intensamente. Eles avançaram até a cidade de Plave, no sul da atual Eslovênia (na época, território italiano). As tropas de Cadorna ainda chegaram até o Planalto de Cársico, com o objetivo de flanquear Gorizia. Contudo, perto das montanhas de San Michele, os austríacos esboçaram feroz resistência. Ambos os lados reforçaram suas linhas e sofreram pesadas baixas. Nos contra-ataques, os austro-húngaros retomaram vários territórios perdidos e a ofensiva italiana empacou. O comando do marechal Svetozar Boroević foi muito elogiado nesta luta.
Mesmo sofrendo muitas perdas, os austro-húngaros resistiram a boa parte dos ataques italianos. Depois de duas semanas, Cadorna desistiu e a luta, parcialmente, cessou.